# Newton Sampaio
Newton Sampaio (Tomazina, Setembro de 1913 - Lapa, 12 de julho de 1938) foi um médico, ensaísta, escritor e jornalista brasileiro. Newton é considerado um dos mais importantes contistas paranaenses sendo o precursor do conto urbano moderno.
O adolescente Newton Sampaio transferiu residência em 1925, saindo da pequena Tomazina para estudar no Ginásio Paranaense, em Curitiba, e precocemente, passou a lecionar nesta instituição, além de colaborar para alguns jornais da capital paranaense, principalmente o "O Dia". Ao ser admitido na Faculdade Fluminense de Medicina, transferiu-se para a cidade de Niterói.
Após formado em Medicina, permanece na capital do país, porém, com a saúde bastante abalada, retornou a Curitiba e em seguida internou-se em um sanatório na cidade da Lapa onde faleceu no dia 12 de julho de 1938.
Duas semanas após o seu falecimento, recebeu o Prêmio Contos e Fantasias (em sua primeira edição) concedido pela Academia Brasileira de Letras, pelo livro Irmandade.
Newton Sampaio pertenceu ao Círculo de Estudos Bandeirantes de Curitiba e como homenagem ao jovem modernista, um dos principais prêmios de contos do Brasil leva o seu nome: Concurso Nacional de Contos Newton Sampaio.

## Obras

### Romance
- Trapo: trechos publicados em jornais e revistas;
- Dor: publicado, incompleto, no periódico Correio dos Ferroviários.

### Novela
- Remorso: 1935;
- Cria de alugado: 1935.

### Contos
- Irmandade: 1938, premiado pela Academia Brasileira de Letras;
- Contos do Sertão Paranaense: 1939;
- Críticas, reportagens e entrevistas;
- Algumas Vozes do Brasil;
- Reportagem de Idéias: contos incompletos.

### e mais
- Uma Visão Literária dos Anos 30.